# Ondavské Matiašovce
Ondavské Matiašovce este o comună slovacă, aflată în districtul Vranov nad Topľou din regiunea Prešov. Localitatea se află la altitudinea de 134 m deasupra n.m., se întinde pe o suprafață de 10,29 km2 și în 2017 număra 804 locuitori.

## Istoric
Localitatea Ondavské Matiašovce este atestată documentar din anul 1363.

## Demografie
| An:                | 1994 | 2004   | 2014   | 2024   |
| ------------------ | ---- | ------ | ------ | ------ |
| Număr de persoane: | 753  | 811    | 825    | 803    |
| Diferență:         |      | +7,70% | +1,72% | −2,66% |

| An:                | 2023 | 2024   |
| ------------------ | ---- | ------ |
| Număr de persoane: | 799  | 803    |
| Diferență:         |      | +0,50% |